# 聖なる鹿殺し キリング・オブ・ア・セイクリッド・ディア
『聖なる鹿殺し キリング・オブ・ア・セイクリッド・ディア』（せいなるしかごろし キリングオブアセイクリッドディア、The Killing of a Sacred Deer）は、2017年のイギリス・アイルランドのサイコホラー映画。監督はヨルゴス・ランティモス、脚本はランティモス及びエフティミス・フィリップ、出演はコリン・ファレル、ニコール・キッドマン、バリー・コーガン、ラフィー・キャシディ、サニー・サジック、アリシア・シルヴァーストーン、ビル・キャンプなど。物語はエウリピデスの『アウリスのイピゲネイア』を基にしている。
第70回カンヌ国際映画祭のコンペティション部門でプレミア上映され、パルム・ドールを争った。アメリカ合衆国ではA24配給で2017年10月20日、イギリス及びアイルランドではカーゾン・アーティフィシャル・アイ配給で2017年11月3日に封切られた。

## ストーリー
心臓外科医スティーブンは、美しい妻と健康な二人の子供に恵まれ郊外の豪邸に暮らしていた。スティーブンには、もう一人、時どき会っている少年マーティンがいた。マーティンの父はすでに亡くなっており、スティーブンは彼に腕時計をプレゼントしたりと何かと気にかけてやっていた。しかし、マーティンを家に招き入れ家族に紹介したときから、奇妙なことが起こり始める。子供たちは突然歩けなくなり、這って移動するようになる。家族に一体何が起こったのか？そしてスティーブンはついに容赦ない究極の選択を迫られるのだった。

## キャスト
※括弧内は日本語吹替
- スティーブン - コリン・ファレル（竹内想）
- アナ - ニコール・キッドマン（田中敦子）
- マーティン - バリー・コーガン（水野駿太郎）
- キム - ラフィー・キャシディ（大内茜）
- ボブ - サニー・スリッチ（笹島かほる）
- マーティンの母 - アリシア・シルヴァーストーン（堀籠沙耶）
- マシュー - ビル・キャンプ

## 製作
2016年5月11日、ヨルゴス・ランティモス監督・脚本、エフティミス・フィリップ共同脚本の映画にコリン・ファレルが出演することが発表された。プロジェクトはフィルム4・プロダクションズとエレメント・ピクチャーズが行う。2016年6月、ニコール・キッドマンがキャストに加わった。2016年8月、さらにアリシア・シルヴァーストーン、ラフィー・キャシディ、ビル・キャンプ、バリー・コーガン、サニー・スリッチがキャスティングされた。

### 撮影
2016年8月23日、シンシナティで主要撮影が始まり、キリスト・ホスピタルで撮られた。また、ハイド・パークとノースサイド地区でも撮影された。

## 公開
2016年5月、A24がアメリカ合衆国での配給権を獲得した。同月、Haut et Courtがフランスでの配給権を獲得した。2017年5月22日、第70回カンヌ国際映画祭でワールド・プレミアが行われた。ランティモスとフィリップは脚本賞を獲得した。
アメリカ合衆国では2017年10月20日、イギリス及びアイルランドでは2017年11月3日に封切られた。日本では2018年3月3日より公開された。

### 批評家の反応
Rotten Tomatoesでは166件のレビューで支持率は77%、平均点は7.7/10となり、「『聖なる鹿殺し』はヨルゴス・ランティモス監督の頑固な独特のストリークが続いており、彼が無視されない才能の持ち主であることが再度実証されている」とまとめられている。Metacriticでは44件の批評を基に加重平均値が73/100と示されている。

### 受賞とノミネート
| 賞                               | 授賞式         | 部門                           | 候補                                                      | 結果       | 参照   |
| -------------------------------- | -------------- | ------------------------------ | --------------------------------------------------------- | ---------- | ------ |
| カンヌ国際映画祭                 | 2017年5月26日  | パルム・ドール                 | ヨルゴス・ランティモス                                    | ノミネート | [ 20 ] |
| カンヌ国際映画祭                 | 2017年5月26日  | 脚本賞                         | ヨルゴス・ランティモス&エフティミス・フィリップ           | 受賞       | [ 20 ] |
| カンヌ国際映画祭                 | 2017年5月26日  | 第70回記念名誉賞               | ニコール・キッドマン                                      | 受賞       | [ 20 ] |
| ヨーロッパ映画賞                 | 2017年12月10日 | ヨーロッパ男優賞               | コリン・ファレル                                          | ノミネート | [ 21 ] |
| ヨーロッパ映画賞                 | 2017年12月10日 | ヨーロッパ監督賞               | ヨルゴス・ランティモス                                    | ノミネート | [ 21 ] |
| ヨーロッパ映画賞                 | 2017年12月10日 | ヨーロッパ脚本家賞             | ヨルゴス・ランティモス&エフティミス・フィリップ           | ノミネート | [ 21 ] |
| インディペンデント・スピリット賞 | 2018年3月3日   | 助演男優賞                     | バリー・コーガン                                          | ノミネート | [ 22 ] |
| インディペンデント・スピリット賞 | 2018年3月3日   | 撮影賞                         | ティミオス・バカタキス                                    | ノミネート | [ 22 ] |
| シッチェス・カタロニア国際映画祭 | 2017年10月14日 | 作品賞                         | 『聖なる鹿殺し キリング・オブ・ア・セイクリッド・ディア』 | ノミネート | [ 23 ] |
| シッチェス・カタロニア国際映画祭 | 2017年10月14日 | ホセ・ルイス・ガーナー批評家賞 | 『聖なる鹿殺し キリング・オブ・ア・セイクリッド・ディア』 | 受賞       | [ 23 ] |
| オーストラリア映画批評家協会賞   | 2017年12月3日  | 助演女優賞                     | ニコール・キッドマン                                      | ノミネート | [ 24 ] |
| ノーステキサス映画批評家協会賞   | 2017年12月9日  | 助演女優賞                     | ニコール・キッドマン                                      | ノミネート | [ 25 ] |
| コロンバス映画批評家協会賞       | 2018年1月4日   | アクター・オブ・ザ・イヤー賞   | ニコール・キッドマン                                      | ノミネート | [ 24 ] |
| オンライン国際映画賞             | 2018年2月18日  | 助演女優賞                     | ニコール・キッドマン                                      | ノミネート | [ 24 ] |